# Luis Álvarez (arqueiro)
Luis Álvarez (Mexicali, 13 de abril de 1991) é um arqueiro profissional mexicano, medalhista olímpico.

## Carreira
Álvarez participou da prova de tiro com arco em equipes mista nos Jogos Olímpicos de Verão de 2020 em Tóquio ao lado de Alejandra Valencia, conquistando a medalha de bronze.